# Cimitero di Merkezefendi
Il cimitero di Merkezefendi (in turco: Merkezefendi Mezarlığı) è un cimitero situato nel quartiere (turco: mahalle) di Merkezefendi del distretto di Zeytinburnu, nella parte europea di Istanbul, in Turchia. Il quartiere come il cimitero prendono il nome da Merkez Efendi, un sufi ottomano (1463-1552). Molti intellettuali, scrittori e artisti famosi riposano in questo vecchio cimitero che si estende su una superficie di 27.800 m2.
Il cimitero fu fondato nel XVI secolo con la costruzione della tomba di Merkez Efendi in questa posizione. Fu ampliato negli anni '50, e un altro cimitero, il Cimitero Kozlu fu istituito a 100 m da questo luogo. Nel 2007 il cimitero è stato completamente rinnovato. Al momento della sepoltura dell'ex primo ministro Necmettin Erbakan nel 2011, presso il cimitero è stato effettuato un completo lavoro di manutenzione.
Attualmente, le sepolture sono consentite solo per i membri di famiglie con tombe esistenti.

## Sepolture notevoli
Elencate secondo l'anno di morte:

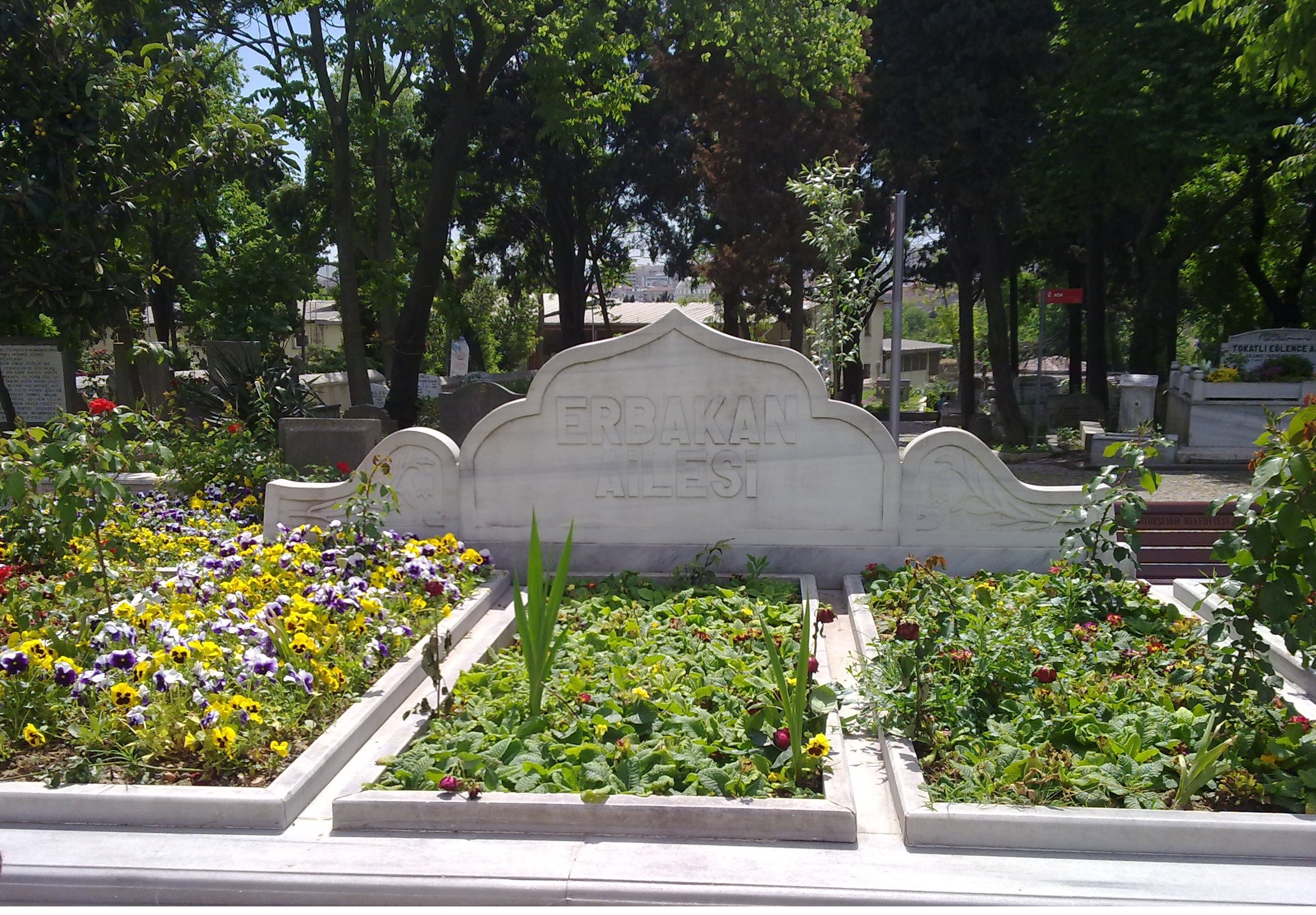
Tomba di Necmettin Erbakan e famiglia nel cimitero

- Abdullah Cevdet (1869–1932) scrittore, poeta, traduttore, libero pensatore radicale e ideologo dei Giovani Turchi
- Rıza Nur (1879–1942) politico, scrittore
- Adnan Adıvar (1882–1955) medico, politico, scrittore
- Sadettin Kaynak (1895–1961) compositore, musicista
- Halide Edib Adıvar (1884–1964) romanziera, politica femminista
- Hamdullah Suphi Tanrıöver (1885–1966), poeta e politico
- Sabahattin Eyüboğlu (1908–1973) traduttore, saggista, produttore cinematografico
- Samiha Ayverdi (1905–1993) romanziera, Sufi
- Mualla Eyüboğlu (1919–2009) architetto, restauratrice
- Necmettin Erbakan (1926–2011) ingegnere, politico, ex primo ministro
- Toktamış Ateş (1944–2013) accademico, scrittore